# Космос-818
Космос-818 је један од преко 2400 совјетских вјештачких сателита лансираних у оквиру програма Космос.
Космос-818 је лансиран са космодрома Плесецк, СССР, 18. маја 1976. Ракета-носач Р-12 Двина (8К63, НАТО ознака SS-4 Sandal) са додатим степеном је поставила сателит у орбиту око планете Земље. Маса сателита при лансирању је износила 400 килограма. Космос-818 је био сателит намијењен за војно и научно истраживање.